# جامعة الخليج
جامعة الخليج (بالتركية: Haliç Üniversitesi)‏ هي جامعة تركية خاصة. تأسست عام 1998 بواسطة مؤسسة أطفال اللوكيميا.
تقع الجامعة في مدينة إسطنبول ولها 6 أحرام جامعية.

## الكليات

### برامج البكالوريوس
- كلية العمارة
  - العمارة
  - العمارة الداخلية
  - التصميم الصناعي
- كلية الآداب والعلوم
  - الأحياء الجزيئية وعلم الوراثة
  - الثقافة والأدب الأمريكي
  - علم النفس
  - الترجمة والترجمة الفورية
  - الرياضيات التطبيقية
- كلية الهندسة
  - الهندسة الطبية الحيوية
  - هندسة الحاسوب
  - الهندسة الكهربائية والإلكترونية
  - الهندسة الصناعية
  - الهندسة الميكانيكية
  - هندسة البرمجيات
- كلية إدارة الأعمال
  - إدارة الأعمال
  - إدارة السياحة
  - التجارة الدولية وإدارة الأعمال
  - العلاقات العامة والدعاية
  - نظم معلومات الأعمال
- كلية الفنون الجميلة
  - التصميم الغرافيكي
  - المنسوجات وتصميم الأزياء
  - التصوير الفوتوغرافي والفيديو
  - الفنون التشكيلية
- كلية الطب
  - الطب
- مدرسة التمريض
  - التمريض
- مدرسة العلوم الصحية
  - العلاج الطبيعي وإعادة التأهيل
  - التغذية والحمية
  - القبالة
- مدرسة التربية البدنية والرياضة
  - الإدارة الرياضية
  - تعليم المدربين
  - الاستجمام
- المعهد الموسيقي
  - الموسيقى التركية
  - المسرح

### برامج الماجستير
- معهد العلوم الطبيعية
  - نظم المعلومات الإدارية
  - الهندسة الصناعية
  - هندسة الإلكترونيات والإتصالات
  - العمارة الداخلية
  - العمارة
  - الأحياء الجزيئية وعلم الوراثة
  - هندسة الحاسوب
  - الرياضيات التطبيقية
- معهد العلوم الاجتماعية
  - الموسيقى التركية التقليدية
  - علم النفس
  - الدراما
  - إدارة السياحة
  - إدارة الأعمال
  - تصميم المنسوجات والأزياء
  - التصميم الغرافيكي

## وصلات خارجية
- الموقع الرسمي (بالتركية) (بالإنجليزية)